# Periodontitis
La periodontitis o piorrea és la forma greu de la malaltia periodontal. Amb el pas del temps la placa bacteriana s'estén i creix per sota de la línia de la geniva, les toxines produeixen inflamació i irritació i els teixits i l'os que suporten la dent acaben essent destruïts. Les genives separades de les dents formen bosses (espais entre la dent i la geniva) que s'infecten i poden portar finalment a la pèrdua de les dents.

## Factors de risc de la periodontitis
- Genètica: un 30% de la població es troba en risc per aquest factor.
- L'edat.
- Tabaquisme: Tant és fumar cigarretes, cigars o amb pipa.
- Embaràs, pubertat i menopausa.
- Diabetis mellitus.
- Situacions estressants.
- Alguns medicaments, com ara contraceptius, antidepressius i d'altres.
- Malnutrició.
- Malalties com la SIDA.
- Higiene dental inadequada.

## Tractament
Els danys per periodontitis són irreversibles. Els professionals de la medicina tracten d'aturar el progrés de la malaltia, en casos avançats s'arrenquen totes les dents i s'implanta una dentadura completa de material ceràmic.